# Jean-François Fogel
Pour les articles homonymes, voir Fogel.
Jean-François Victor Fogel, né le 3 mars 1947 à Gargenville et mort le 19 mars 2023 à Clichy,,, est un journaliste et essayiste français, professeur à l'école de journalisme de Sciences Po Paris.

## Biographie

### Enfance
Jean-François Fogel naît le 3 mars 1947 à Gargenville.

### Études
Il fait ses études supérieures à Paris. Il est titulaire d'une licence en sciences économiques, puis il intègre en 1971 l'Institut d'études politiques (Sciences-Po) de Paris où il se passionna notamment pour les relations internationales. Il réussit ensuite le concours d'entrée au Centre de formation des journalistes. Il s'est peu expliqué sur ce choix pour le journalisme. Il semblait vouloir exercer un métier de l'écriture, lié à l'écriture. Il a toujours exprimé sa passion pour l'écriture et combien il la considérait comme primordiale et première.

### Vie professionnelle
Il a notamment travaillé pour l'Agence France-Presse, les journaux Libération, Le Monde, El Pais, Le Canard Enchaîné, et les magazines Le Point, Actuel, Géo, Lui et le Magazine littéraire.
En 2000, Jean-François Fogel, épaulé par Bruno Patino, participe à la création du site internet Le Post et à la refonte du site internet du journal quotidien Le Monde pour lequel il a été conseiller dans les années 1990, participant à sa nouvelle formule en 1994, jusqu'en 2002.
En 2008, il compose la commission sur le livre numérique sous la présidence de Bruno Patino, à qui la Ministre de la culture, Christine Albanel, avait confié une mission de « concertation, de réflexion et de proposition sur le livre numérique ». Les travaux de cette commission aboutiront au Rapport sur le livre numérique. 

### Rencontre avec l'écrivain colombien Gabriel Garcia Marquez
C'est dans les années 1970 qu'il rencontre l'écrivain et le journaliste colombien Gabriel Garcia Marquez en exil à Paris. Il fait la connaissance de ce dernier par l'intermédiaire de Pierre Goldman. Il deviendra plus tard le directeur de la Fondation pour un nouveau journalisme en Amérique latine, créée par Gabriel Garcia Marquez.

### Décès
Jean-François meurt à l'âge de 76 ans d'une hémorragie cérébrale le 19 mars 2023 à l'hôpital de Clichy.

## Publications
- Morand-Express, Grasset, 1980
- Pourquoi écrivez-vous ? - 400 écrivains répondent, (avec Daniel Rondeau), Le Livre de Poche, 1988 [8]
- Fin de siècle à la Havane. Les secrets du pouvoir cubain, avec Bertrand Rosenthal, Le Seuil, 1993 [9],[10]
- Le Testament de Pablo Escobar, Grasset, 1994
- La Havane, avec Jean-Louis Vaudoyer et Olivier Rolin, Le Promeneur-Gallimard, 1994
- Le Rugby, (avec Christian Jaurena), J.-C. Lattès, 1994
- Une presse sans Gutenberg, avec Bruno Patino, Grasset, 2005[11],[12],[13]
- La condition numérique, avec Bruno Patino, Grasset, 2013 [14],[15],[16],[17],[18],[19]
- Gabo, dans Médium 2015/1 (n° 42)
- 37 règles pour savoir tout écrire, Dunod, 2023

## Traductions
- Max Beerbohm, L'Hypocrite heureux. Conte de fées pour hommes fatigués (1897), Traduction française et introduction par Jean-François Fogel, Grasset, 1994

## Prix et récompenses
- 1981 : lauréat du Prix Broquette-Gonin (littérature), décerné par l'Académie française pour Morand-Express[20].